# Princesa Ana de Löwenstein-Wertheim-Freudenberg
Princesa Ana de Löwenstein-Wertheim-Freudenberg, de soltera Lady Anne Savile[cita requerida], (Londres, 25 de mayo de 1864 - 31 de agosto de 1927) fue una entusiasta y mecenas de la alta sociedad inglesa y de la aviación. Fue la segunda mujer en intentar y morir en un vuelo de avión transatlántico. Debido a su matrimonio con el príncipe Luis de Löwenstein-Wertheim-Freudenberg, Anne fue princesa de Löwenstein-Wertheim-Freudenberg y miembro de la casa real Löwenstein-Wertheim-Freudenberg.

## Familia
Anne nació el 25 de mayo de 1864 en Londres, Inglaterra, hija de John Savile, cuarto conde de Mexborough, y su segunda esposa Agnes Louisa Elizabeth Raphael.

## Matrimonio
Anne se casó con el príncipe Luis de Löwenstein-Wertheim-Freudenberg, octavo hijo y sexto hijo de Wilhelm, príncipe de Löwenstein-Wertheim-Freudenberg, y su primera esposa, la condesa Olga Clara de Schönburg-Forderglauchau, el 15 de mayo de 1897 en Londres.[cita requerida] Después de su matrimonio, al que aportó una gran fortuna, se convirtió en ciudadana del Imperio Alemán. Su marido, Ludwig, desapareció un año después de su matrimonio en Filipinas durante la guerra hispano-estadounidense, donde murió durante los enfrentamientos entre los insurgentes dirigidos por Emilio Aguinaldo y el Ejército de los Estados Unidos en la batalla de Caloocan de dicha guerra. Se le notificó de la muerte de su esposo Ludwig a través de la Embajada de Estados Unidos en Londres. Anne recuperó su nacionalidad británica en 1918 después de la Primera Guerra Mundial.

## Cama anti-mareo
Antes del estallido de la Primera Guerra Mundial, Anne continuó visitando regularmente los Estados Unidos. En una de esas ocasiones, en enero de 1913, llegó en el transatlántico White Star SS Majestic a la ciudad de Nueva York desde Southampton. Acompañada por su secretario, Hughes Massie, Anne trajo consigo una "cama de equilibrio automático" de su propia invención que había declarado que prevenía el mareo.

## Entusiasta de la aviación
Anne comenzó a volar como pasajera a bordo de un avión en 1914. Luego se hizo amiga del Capitán Leslie Hamilton, un as de la aviación de la Primera Guerra Mundial apodado el "Gitano Volador". Anne era pasajera cuando Hamilton voló en la carrera de la Copa del Rey de 1923. Durante su participación como pasajera en eventos de aviación, por lo general volaba con su apellido de soltera, "Lady Anne Savile". En 1922, Anne viajó como pasajera en su propio avión en una carrera de copa desde Croydon a Edimburgo, Escocia. En 1925, ella y Hamilton intentaron un vuelo de Londres a París. Después de su partida, su avión no fue visto tras pasar Folkestone y se inició una búsqueda en el Canal de la Mancha. Después de una búsqueda que duró toda la noche, la aeronave fue encontrada cerca de Pontoise, un suburbio al noroeste de París, donde había sido derribada debido a problemas en el motor.

### Vuelo transatlántico y desaparición

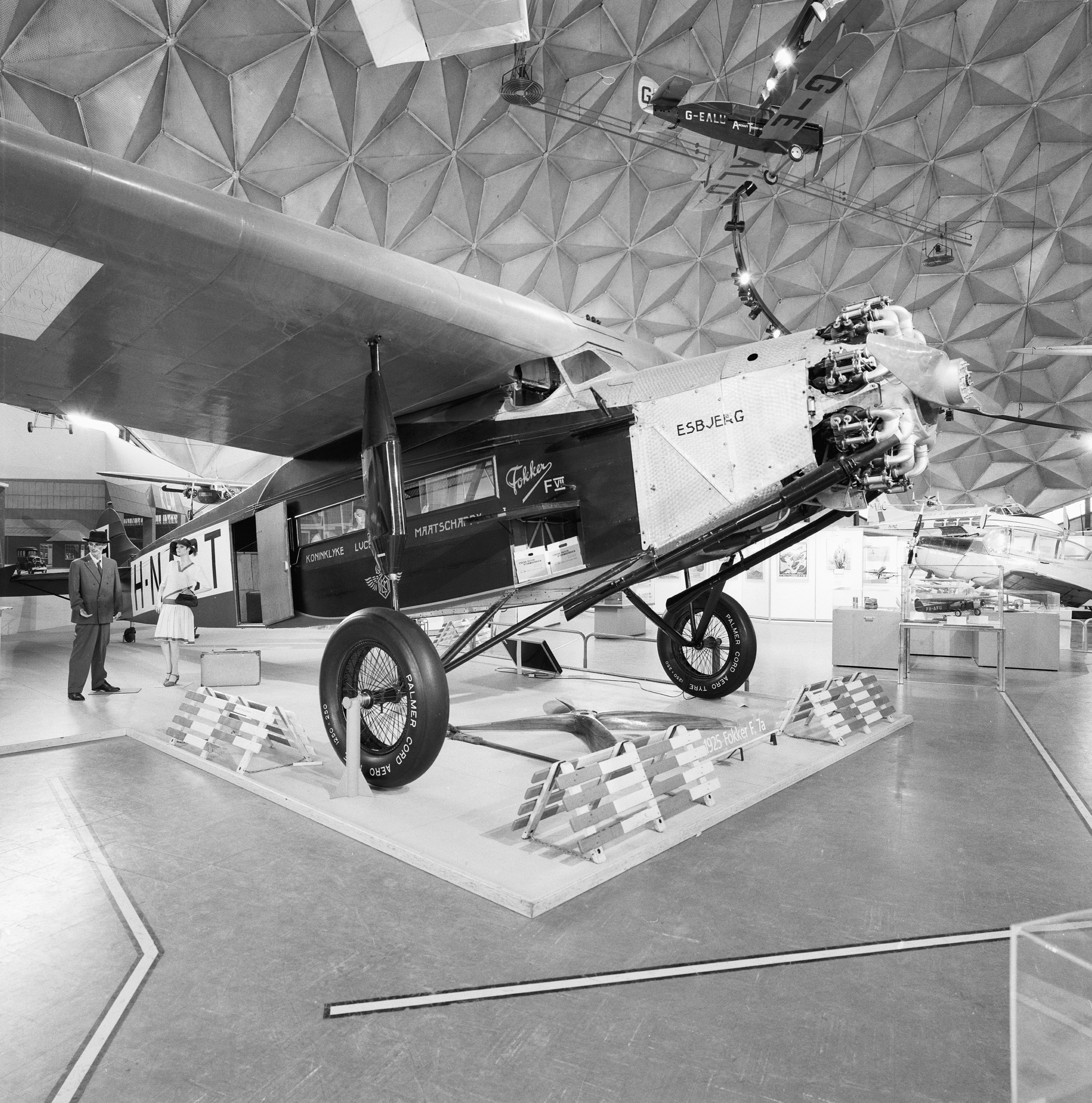
Un Fokker VIIa, similar a St. Raphael

En 1927, Anne financió el intento del Capitán Leslie Hamilton de establecer un récord de aviación al ser el primer aviador en sobrevolar el Océano Atlántico de este a oeste de Inglaterra a Canadá. Contra las protestas de sus familiares, incluidas las de su hermano John Horace Savile, quinto conde de Mexborough, decidió unirse a la expedición de Hamilton como pasajera porque había soñado con convertirse en la primera mujer en "volar el mar". Anne, el capitán Hamilton, y el coronel Frederick F. Minchin despegaron del aeródromo en Upavon, Wiltshire a las 7:32 a. m. el 31 de agosto de 1927 en un gran Fokker F.VII monoplano propulsado por un 450 motor de HP Bristol Júpiter conocido como el Saint Raphael con destino a Ottawa. Para el vuelo histórico, Anne se vistió de púrpura real para demostrar el estilo de ropa que sentía que las mujeres debían usar durante un vuelo transatlántico. Su guardarropa consistía en calzones de cuero morados hasta la rodilla, una chaqueta a juego, un sombrero negro, medias de seda negras y botas de tacón alto forradas de piel. El traje de vuelo de Anne era similar a los que había usado en carreras de copa anteriores. El arzobispo de Cardiff bendijo el avión y sus ocupantes, y después de la bendición, Anne se quitó el abrigo y abordó el avión.

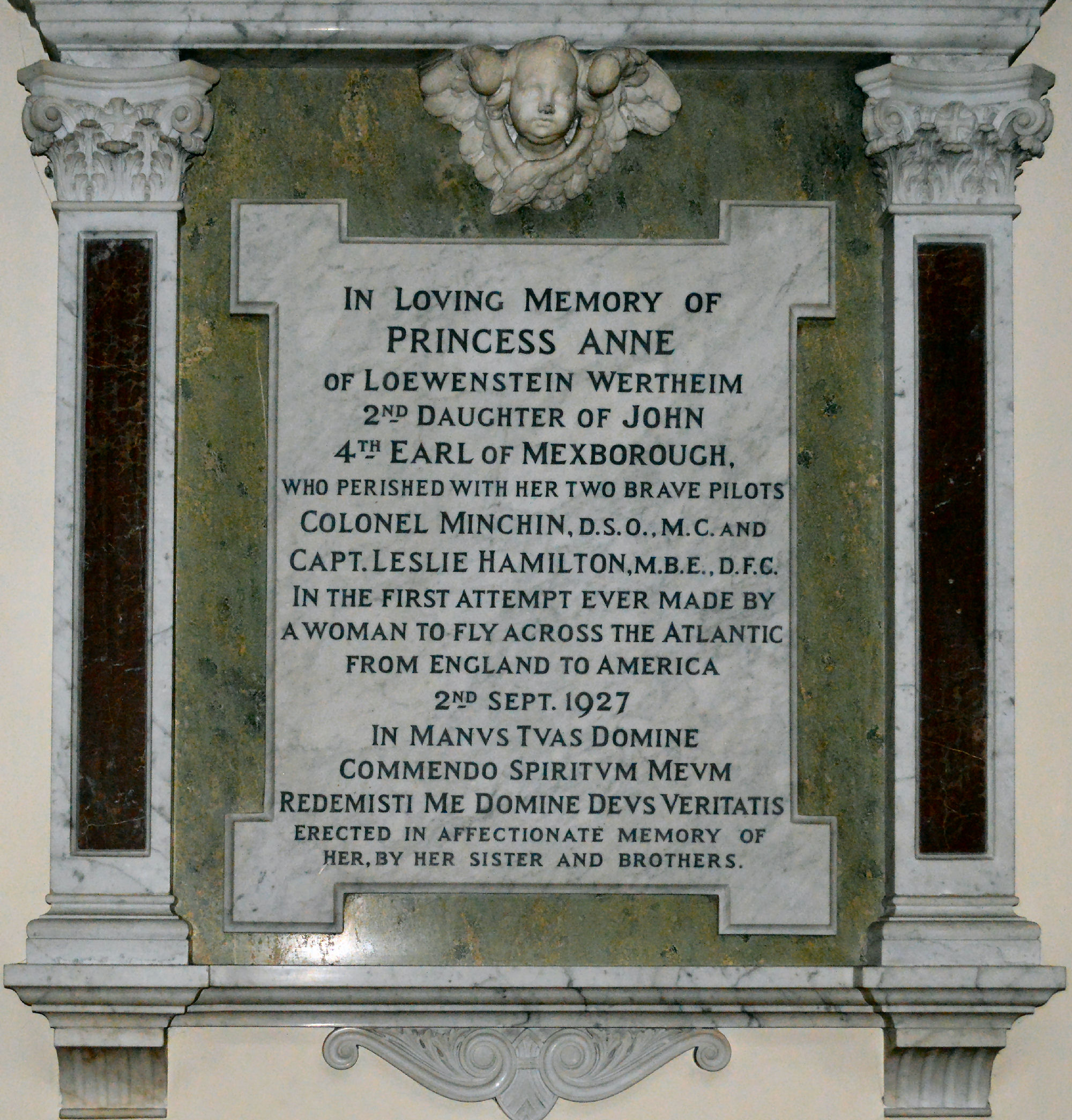
Monumento a la Princesa Ana de Loewenstein Wertheim en la Iglesia de San Rafael, Surbiton

El Saint Raphael se dirigió hacia el oeste desde la costa de Irlanda y fue visto por última vez por la tripulación del SS Josiah Macy. Alrededor de 6 :00 Am de la mañana siguiente, el vapor holandés SS Blijdendijik informó haber visto una luz blanca viajando hacia el este en el cielo a unas 420 millas al este-sureste de Nueva York, que, si fuera St. Raphael, estaba muy al sur de su ruta prevista., sugiriendo que estaban perdidos. El avión nunca se volvió a ver. Las comunicaciones inalámbricas con todos los puntos a lo largo de la costa de Labrador no pudieron encontrar ningún rastro del Saint Raphael tras su desaparición en vuelo. Las búsquedas posteriores no arrojaron señales de la aeronave y su tripulación, y para el 5 de septiembre, la esperanza era que los barcos de vapor o balleneros que transportaban peces hubieran rescatado a Anne, Hamilton y Minchin después de que el Saint Raphael se hundiera en el océano, como se suponía. El 5 de septiembre, los hermanos de Anne, Earl Mexborough y el Honorable George Savile, anunciaron que creían que su hermana había muerto en el mar junto con el capitán Hamilton y el coronel Minchin. A pesar de que no hay señales del Saint Raphael o su tripulación, se presume que Anne, Hamilton y Minchin perecieron el 31 de agosto de 1927 en el Océano Atlántico Norte cerca de Labrador y Terranova. La princesa Blucher von Wahlstatt, amiga de la familia de Savile, dijo a United Press que "los hermanos [de Anne] hicieron todo lo posible para disuadirla de la aventura innecesaria, pero ella estaba decidida a ir y se negó a ser disuadida".
En el momento de su muerte, Anne era la segunda mujer en desaparecer en un intento de vuelo transoceánico en casi dos semanas; la primera fue Mildred Doran, que había estado participando en la carrera aérea Dole desde Oakland, California, a Hawái.
En 1928, el Agrimensor General de Ontario nombró varios lagos en el noroeste de la provincia para honrar a los aviadores que habían perecido durante 1927, principalmente al intentar vuelos oceánicos. El lago principal llamado así es el lago St Raphael (50°38′N 91°05′O / 50.64, -91.08) llamado así por el San Rafael; los lagos con nombres similares en la misma vecindad general incluyen el lago Hamilton (50°53′N 90°23′O / 50.89, -90.38), Lago Minchin (50°47′N 90°32′O / 50.78, -90.53) y el lago Wertheim (50°40′N 90°37′O / 50.66, -90.62), que conmemora a Anne.
Anne fue dada por muerta por una orden judicial dictada en Londres el 6 de febrero de 1928; murió intestada y dejó un patrimonio valorado en 28.265 libras (bruto) y una propiedad personal neta de 20.371 libras.
Una gran placa conmemorativa, que recuerda el fatídico vuelo, dedicada a Anne, el Capitán Hamilton y el Coronel Minchin cuelga en la iglesia de St Raphael, Kingston upon Thames.